# František Jakubec
František Jakubec (* 12. April 1956 in Český Brod; † 27. Mai 2016 in Prag, Tschechien) war ein tschechoslowakischer Fußballspieler. Er nahm an der Weltmeisterschaft 1982 teil und bestritt zwischen 1981 und 1984 25 Länderspiele für die tschechoslowakische Nationalmannschaft.

## Karriere
František Jakubec spielte in seiner Jugend für Sokol Vyšehořovice und den FC Bohemians Prag. Der Abwehrspieler wechselte 1976 zu VTJ Karlovy Vary, um dort seinen zweijährigen Wehrdienst abzuleisten und kehrte 1978 nach Prag zurück.
In den folgenden Jahren gehörte der Außenverteidiger meist zur Startelf bei Bohemians. Seine guten Leistungen in der Liga brachten ihm 1981 die Einberufung in die Tschechoslowakische Nationalmannschaft ein, ebenso die Berücksichtigung für die Weltmeisterschaft 1982.
Mit Bohemians Prag wurde Jakubec 1983 Tschechoslowakischer Meister. Anfang 1987 wechselte Jakubec zum griechischen Klub Veria FC. Nach nur einem halben wurde er vom Schweizer Verein AC Bellinzona verpflichtet, für den er zwei Jahre lang spielte. Zur Saison 1989/90 kehrte er zu Bohemians Prag und absolvierte fünf Spiele für die Grün-Weißen.
Nach seiner aktiven Laufbahn war Jakubec viele Jahre lang Leiter der Jugendabteilung bei Bohemians und arbeitete als Trainer beim AFK Slavoji Podolí Praha. František Jakubec starb am 27. Mai 2016 im Alter von 60 Jahren in Prag.